# 南京联合职工大学
南京联合职工大学，是位于江苏省南京市的一所公办成人专科学校。

## 历史
- 1992年，由南京市建筑职工大学、南京市物资局职工大学等6所高校合并。

## 专业设置
建筑、机电、计算机技术、经管、药学

## 教育部亮牌
2005年、2006年，教育部对该校亮黄牌，要求整改。
2008年，亮红牌，要求停止招生。